# Edificio Cooperativa Vitalicia
El edificio Cooperativa Vitalicia es un edificio de uso mixto ubicado frente a la plaza Aníbal Pinto, en el plan de la ciudad chilena de Valparaíso. Construido entre 1946 y 1947, con sus 15 pisos y 70 metros de altura, es considerado el primer rascacielos de su país, siendo durante más de veinte años su edificio más alto.

## Historia

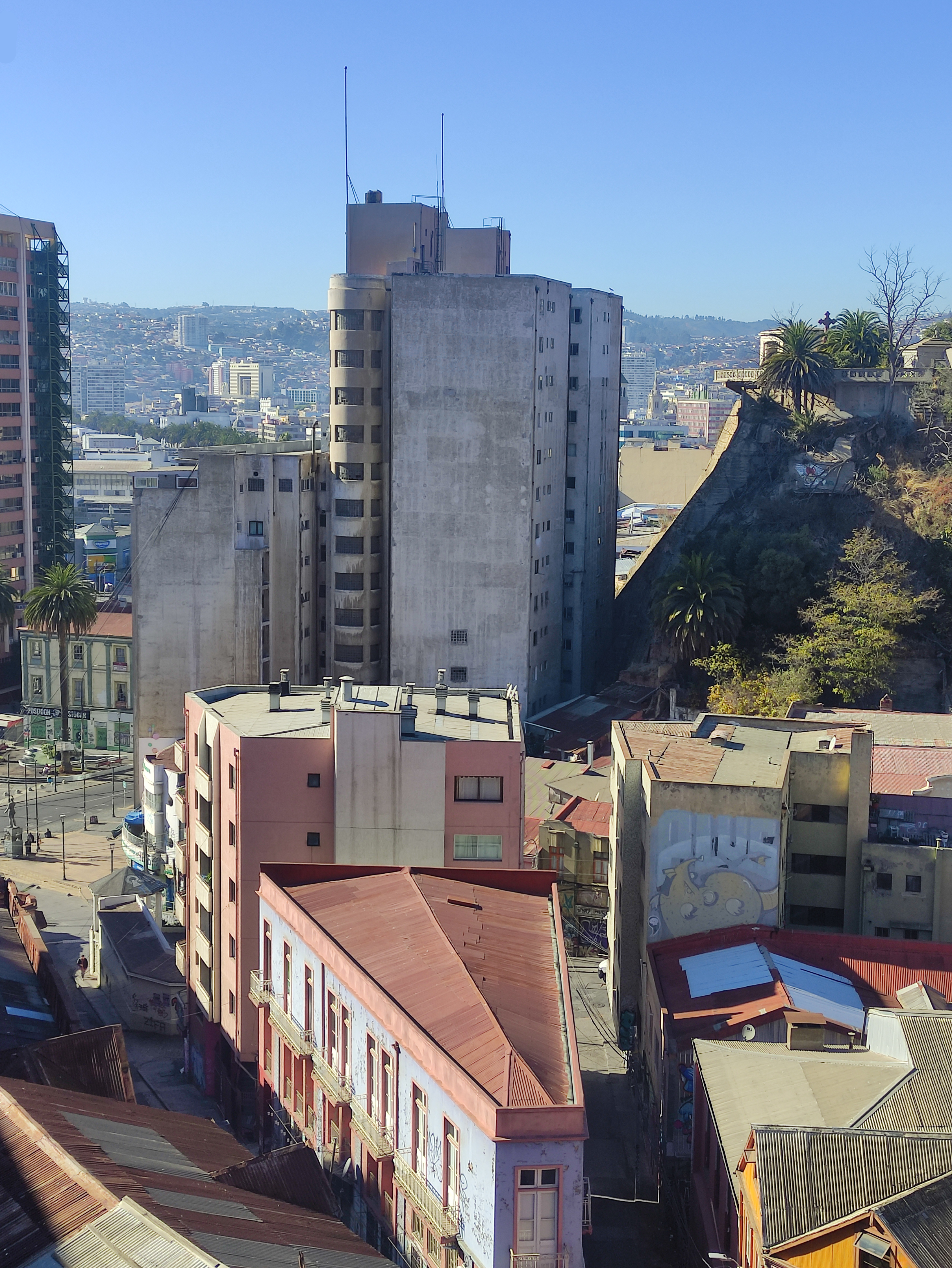
El edificio toca al Cerro Panteón. Vista desde el Cerro Concepción en 2025.

El edificio fue construido por el arquitecto Alfredo Vargas Stoller, iniciador del movimiento moderno en Valparaíso, para la Sociedad de Rentas Cooperativa Vitalicia S. A., donde antes estaba la calle Estrecho de Magallanes. Según algunas referencias, el edificio tuvo un costo de 25 millones de pesos, lo que se consideraba una gran inversión para esa época. Su construcción inicialmente contó con ciertos opositores, que no estaban de acuerdo con ocultar la vista desde el plan hacia el cerro Panteón y su cementerio.
En enero de 2023, el primer piso de su fachada fue pintada con un gran mural, recogiendo aspectos de la cultura porteña. Sin embargo, hacia 2025 ya estaba rayado con nuevos grafitis.

### El décimo piso
Durante décadas, el principal copropietario del edificio fue el Club Naval, primer club social del país, nacido en 1857 bajo el alero de la Tercera Compañía de Bomberos y que decidió trasladarse a la plaza Aníbal Pinto en 1941. El Club Naval poseía el décimo piso de la estructura frontal del edificio, un recinto de 1000 m² en cuyos amplios ambientes y suelos de parqué había comedores con grandes vistas a la bahía de Valparaíso, y una reconocida oferta gastronómica. Sin embargo, para el año 2010, problemas de administración llevaron el espacio finalmente a la quiebra.
La planta fue adquirida por nuevos propietarios, incluyendo a Cristián Arévalo, cuya esposa, la arquitecta Francisca Bardavid, reconoció el valor patrimonial del espacio y su imposibilidad de convertirlo en hostal. Bardavid trabajó en la restauración del espacio con un equipo de artesanos a cargo de la recuperación del Arzobispado, y con profesionales de la región encargados de rescatar las maderas de enchapes, puertas y suelos. Las ideas decorativas, como papeles murales, lámparas de cristal y paredes expuestas, surgieron de los viajes del matrimonio. Los sectores de las murallas que se encontraban en mal estado fueron revestidas con ladrillos, para darles un aspecto contemporáneo. Algunos aspectos originales del antiguo Club Naval, como un piano, muebles o libros empastados y diseñados especialmente para el club, fueron conservados. En diciembre de 2012, el espacio se puso en remate, y en 2014 se instaló en él la sede porteña del espacio de coworking IF Blanco 3IE, bajo el nombre de Alto Valparaíso.

## Arquitectura

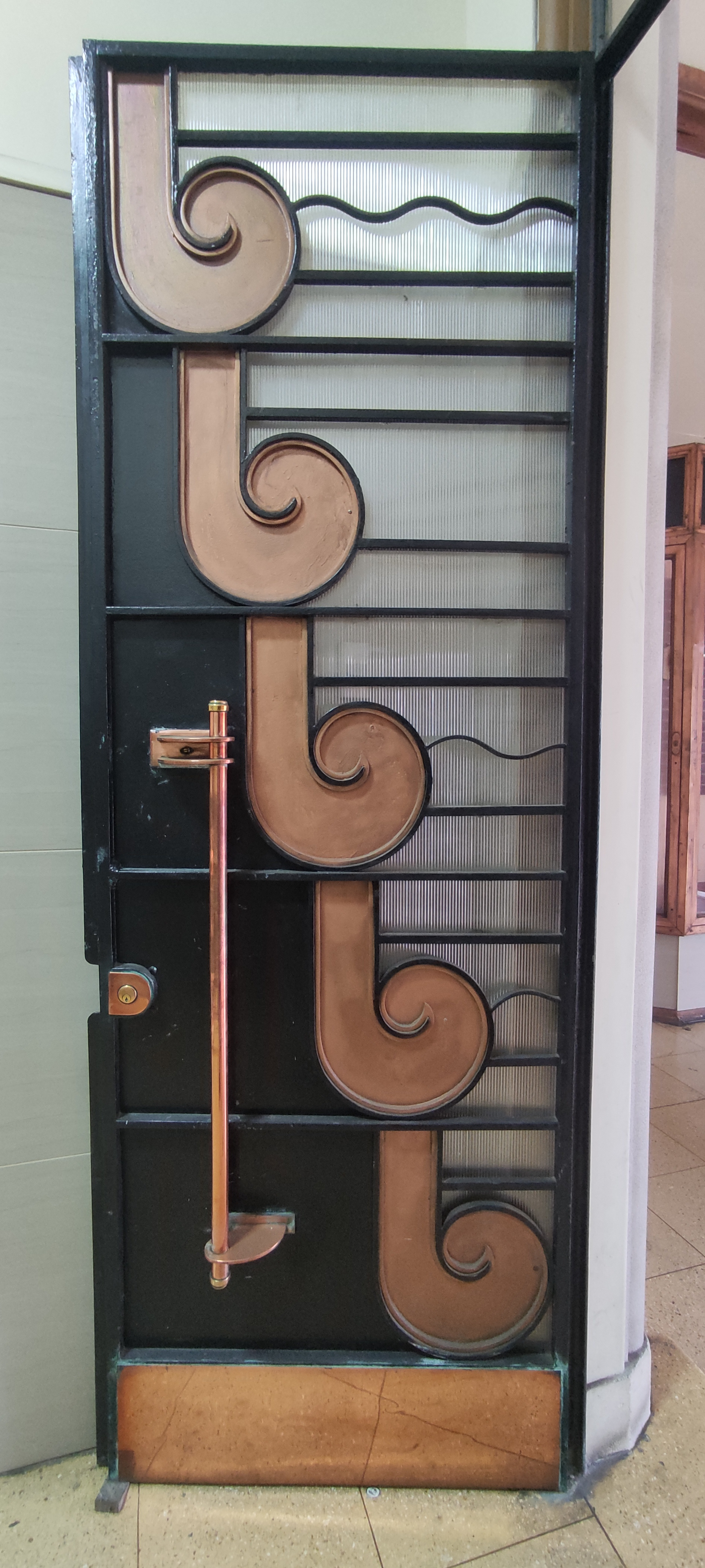
Puerta art déco al interior del edificio en 2025.

Este edificio es considerado un importante representante del movimiento moderno en la zona, al estar inscrito dentro del canon de composición del art déco.
La estructura que contiene sus 93 unidades o dependencias, distribuidas en 15 plantas y 70 metros de altura, está construida en fierro y cemento. Su volumen y emplazamiento colabora a organizar la circulación peatonal de la plaza Aníbal Pinto. Pese a su altura, esta respeta la de los miradores de los cerros colindantes.
Su composición es simétrica, incluyendo las dos cajas de vidrio cilíndricas en su parte posterior, que contienen las escaleras y separan a su vez la parte frontal y trasera del edificio. La parte trasera se concibió como un muro de contención para controlar los desprendimientos del cerro Panteón, ocultando así la vista desde la plaza al Cementerio N° 1 de Valparaíso, el más antiguo de la ciudad. Debido a lo anterior, el caricaturista Lukas bautizó al edificio como el «rascacerros». En cuanto a su parte delantera, de diez plantas, solo la superior posee alrededor de 1000 m², lo que da cuenta de la gran envergadura de la obra. La fachada, sobre el ingreso principal, contiene diferentes detalles de bronce.

## Usos
El edificio es para uso mixto. Además de su décimo piso, utilizado durante décadas como comedores del Club Naval y posteriormente como espacio de coworking, sus demás apartamentos se utilizan con fines residenciales o comerciales. Al menos hasta 2012, el 30% de sus dependencias mantenían un uso habitacional, mientras que el resto incluía consultadas médicas, oficinas de abogados, ingenieros y laboratorios, entre otros.
En la planta baja del edificio además está la Radio Portales de Valparaíso.